# Mitteldeutscher Rundfunk
A Mitteldeutscher Rundfunk (magyarul: Középnémet Rádió és Televízió) Szászország, Türingia és Szász-Anhalt tartományok regionális közszolgálati médiuma, melynek székhelye Lipcsében van. A médiumot 1992-ben hozták létre, amely Németország újraegyesítése következtében jött létre, az egykori DFF NDK rádió és televízió frekvenciáit vette át.

## Történelem
- 1924: Megalakult az MDR elődje: a Mitteldeutsche Rundfunk AG. (Középnémet Rádió Rt.)
- 1934: A nácik hatalomra kerülésével a médium neve Reichssender Leipzig (Lipcsei Birodalmi Rádióadó) lesz, amely a nemzetiszocialista propaganda egyik szócsöve lesz.
- 1945: A szovjet megszállással együtt átnevezik a rádiót és Radio Leipzig lesz a neve.
- 1946: Mitteldeutscher Rundfunk, Sender Leipzig néven sugároz a médium és felavatják a lipcsei Springerstrassen található rádiószékházat.
- 1952: Az NDK központosító intézkedései miatt Kelet-Berlin Treptow-Köpenick kerületében található Nalepastraßeban létrehozza az NDK rádió székházát, a televíziós műsorokat pedig Berlin-Adlershofban található stúdióiban készíti.
- 1990: Decentralizálás miatt több regionális adót hoznak létre: Sachsen Radio, Radio Sachsen-Anhalt, Thüringer Rundfunk.
- 1991. május 31.: A német újraegyesítés következtében életbe lépett Közszolgálati médiumokról szóló állami szerződés (Rundunkstaatsvertrag) révén létrehozzák a Mitteldeutsche Rundfunkot Szászország, Szász-Anhalt és Türingia számára.[1]
- 1992. január 1.: A ma ismert műsorok megkezdik adásukat, az MDR első igazgatója Henning Röhl volt, aki addig az ARD-aktuell (A Tagesschau-t és Tagesthemen-t készítő hírszerkesztősége) főszerkesztője volt.[2]

## Műsorkínálat

### Rádió
- MDR Sachsen: Szászország rádiója, örökzöld dalokkal
- MDR Sachsen-Anhalt: Szász-Anhalt rádiója, örökzöld dalokkal
- MDR Thüringen: Türingia rádiója, örökzöld dalokkal
- MDR Aktuell: Hírrádió
- MDR Jump: Popzenei rádió
- MDR Klassik: Klasszikus zenei rádió
- MDR Kultur: Kulturális műsorok
- MDR Sputnik: Ifjúsági műsorok
- Sorbischer Rundfunk: Rádió a szorboknak , szorb nyelven.

### Televízió
- MDR-fernsehen
- Das Erste – ARD közös műsora
- Phoenix –  ARD és ZDF közös aktuális, közéleti csatornája
- KiKA – ARD és ZDF közös gyermekcsatornája
- ARTE – német-francia kulturális csatorna
- 3sat –  ARD, ZDF, ORF és a SRG SSR közös kulturális csatornája.
- tagesschau24 – ARD hírcsatornája
- One

## Botrányok
- 2000: A médium mintegy 2,6 millió német márkát vesztett egy magas kockázatú kölcsönön.
- 2001: Az MDR több véleményformáló műsorvezetőjéről kiderült, hogy az NDK idején az Állambiztonsági Minisztériumnak, a Stasinak dolgoztak. Ennek következtében az MDR Intendánsa, Udo Reiter azonnali hatállyal kirúgta az érintett dolgozókat, mint Sabine Hingst az MDR politikai műsorának, a Fakt; Horst Mempel  a Biwak, az MDR utazási műsorának szerkesztő-műsorvezetője; Ingor Rackwitz az MDR-Info hírműsornak a hírszerkesztője.[3]
- 2001: Az MDR több mint 7,3 millió német márkát bukott egy elhibázott lakásépítési projektben, amit az MDR a dolgozóinak szánt. A veszteség oka, hogy az ingatlanberuházás 1992-ben kezdődött volna, pont akkor, amikor a kelet-német ingatlanpiacon válság volt és a több lakást építettek mint amennyire szükség lett volna.[4]
- 2005: Az MDR vezetése azonnali hatállyal felmondott Wilfried Mohren A médium sportosztályának vezetőjének burkolt reklámozás miatt.
- 2010: Az ARD gyermekcsatornájának a KiKA műsorainak szerkesztését és gyártását az MDR kapta feladatként meg. Az MDR gyártási felelőse Marco Kirchhof több, mint 4,6 millió eurót sikkasztott el. Kirchhof mellett még 10 MDR dolgozó ellen is vizsgálatot rendelt az ügyészség.[5]

## Logók

1992-2003 közötti logó
2004-2016 közötti logó
Jelenlegi logó